# Павловський (Челябінська область)
Павловський (рос. Павловский) — селище у Брединському районі Челябінської області Російської Федерації.
Входить до складу муніципального утворення Павловське сільське поселення. Населення становить 1264 особи (2015).

## Історія
Населений пункт належав до Оренбурзької губернії. Від 4 листопада 1929 року належить до Брединського району Челябінської області.
Згідно із законом від 13 вересня 2004 року органом місцевого самоврядування є Павловське сільське поселення.

## Населення
| 2002 | 2010  | 2015  |
| ---- | ----- | ----- |
| 1671 | ↘1435 | ↘1264 |